# Dancing in the Moonlight
Dancing in the Moonlight ist ein 1970 veröffentlichtes Lied von Sherman Kelly. Als Coverversion wurde es im Juli 1972 von der Gruppe King Harvest interpretiert und war eine Singleauskopplung ihres 1973 erschienenen, gleichnamigen zweiten Studioalbums. Der vom Bandmitglied Sherman Kelly geschriebene Song wurde zum größten Erfolg der Band und erreichte Platz 13 der Billboard Hot 100. Die britische Band Toploader veröffentlichte 2000 ihre Version des Liedes, welche zu einem internationalen Hit wurde.

## Entstehung und erste Versionen
Dancing in the Moonlight wurde bereits 1969 von Sherman Kelly für dessen damalige Band Boffalongo geschrieben, und für deren zweites Album Beyond Your Head aufgenommen; 1970 wurde es auch auf Single ausgekoppelt. Im selben Jahr wurde Dancing in the Moonlight auch von der Gruppe High Broom eingesungen, jedoch blieben beide Fassungen erfolglos. Durch Kellys Bruder, den Musiker Wells Kelly, wurde die 1971 unter anderem auch von dem ehemaligen Boffalongo-Mitglied Dave Robinson gegründete Band King Harvest auf das Lied aufmerksam und Sherman Kelly Teil der Gruppe. 

## Version von King Harvest
Dancing in the Moonlight wurde mit Platz 13 der Billboard-Charts zum erfolgreichsten Song von King Harvest. In Kanada konnte sogar der fünfte Platz der Charts erreicht werden. 1980 spielte King Harvest eine Neufassung von Dancing in the Moonlight ein, die jedoch erst 2015 auf dem Album Old Fiends zur Veröffentlichung kam.
Die Originalfassung von Dancing in the Moonlight der Band King Harvest fand unter anderem Verwendung in der Fernsehserie The Middle (Folge Der Nicht-Mutter-Tag), in der Schlussszene der Actionkomödie Killer’s Bodyguard sowie im Abspann des Horrorfilms Annabelle 3.
| ChartsChartplatzierungen       | Höchstplatzierung | Wochen |
| ------------------------------ | ----------------- | ------ |
| Vereinigte Staaten (Billboard) | 13 (22 Wo.)       | 22     |

## Version von Toploader
Die britische Rockband Toploader veröffentlichte im Februar 2000 eine Coverversion von Dancing in the Moonlight als dritte Singleauskopplung ihres bereits im November 1999 veröffentlichten Albums Onka’s Big Moka. Die Single erreichte unter anderem Top-10-Platzierungen in Irland, Spanien und dem Vereinigten Königreich (in allen drei Ländern auf Platz sieben). In Deutschland erreichte Dancing in the Moonlight Rang 15 der Singlecharts sowie für vier Wochen die Chartspitze der Airplaycharts. Die Version von Toploader ist in den Filmen Nur mit Dir – A Walk to Remember und Four Lions sowie in der Fernsehserie The Umbrella Academy (Folge Der Tag, den es nicht gab) zu hören.

### Chartplatzierungen
| ChartsChartplatzierungen     | Höchstplatzierung | Wochen |
| ---------------------------- | ----------------- | ------ |
| Deutschland (GfK)            | 15 (18 Wo.)       | 18     |
| Schweiz (IFPI)               | 53 (14 Wo.)       | 14     |
| Vereinigtes Königreich (OCC) | 7 (40 Wo.)        | 40     |

### Auszeichnungen für Musikverkäufe
| Land/Region                  | Auszeichnungen für Musikverkäufe (Land/Region, Auszeichnung, Verkäufe) | Verkäufe  |
| ---------------------------- | ---------------------------------------------------------------------- | --------- |
| Australien (ARIA)            | Gold                                                                   | 35.000    |
| Dänemark (IFPI)              | 2× Platin                                                              | 180.000   |
| Deutschland (BVMI)           | Platin                                                                 | 500.000   |
| Italien (FIMI)               | Platin                                                                 | 100.000   |
| Neuseeland (RMNZ)            | 6× Platin                                                              | 180.000   |
| Spanien (Promusicae)         | Platin                                                                 | 60.000    |
| Vereinigtes Königreich (BPI) | 5× Platin                                                              | 3.000.000 |
| Insgesamt                    | 1× Gold · 16× Platin ·                                                 | 4.220.000 |

## Version von Jubël feat. Neimy
Im Juni 2018 veröffentlichte das schwedische DJ-Duo Jubël eine Dance-Coverversion. Den Gesang steuerte dabei Sängerin Neimy bei. Diese Version erreichte in der Heimat des Duos Platz neun, war aber international kein Charterfolg.

### Chartplatzierungen
| ChartsChartplatzierungen | Höchstplatzierung | Wochen |
| ------------------------ | ----------------- | ------ |
| Schweden (GLF)           | 9 (16 Wo.)        | 16     |

### Auszeichnungen für Musikverkäufe
| Land/Region                  | Auszeichnungen für Musikverkäufe (Land/Region, Auszeichnung, Verkäufe) | Verkäufe  |
| ---------------------------- | ---------------------------------------------------------------------- | --------- |
| Dänemark (IFPI)              | Platin                                                                 | 90.000    |
| Frankreich (SNEP)            | Gold                                                                   | 100.000   |
| Italien (FIMI)               | Gold                                                                   | 35.000    |
| Kanada (MC)                  | 2× Platin                                                              | 160.000   |
| Norwegen (IFPI)              | Gold                                                                   | 30.000    |
| Österreich (IFPI)            | Gold                                                                   | 15.000    |
| Polen (ZPAV)                 | Gold                                                                   | 25.000    |
| Portugal (AFP)               | Platin                                                                 | 10.000    |
| Schweden (IFPI)              | Platin                                                                 | 80.000    |
| Spanien (Promusicae)         | Platin                                                                 | 60.000    |
| Vereinigtes Königreich (BPI) | Platin                                                                 | 600.000   |
| Insgesamt                    | 5× Gold · 7× Platin ·                                                  | 1.205.000 |

## Weitere Coverversionen
- 1973: Liza Minnelli
- 1975: Johnny Rivers
- 1994: Baha Men
- 1996: Joe Esposito
- 2002: Aswad
- 2009: Alyson Stoner (für den Film Space Buddies – Mission im Weltraum)
- 2022: Chris Lane feat. Lauren Alaina